# Darreh Nāmdārī
Darreh Nāmdārī (persiska: درّه نامداری) är en ort i Iran.   Den ligger i provinsen Chahar Mahal och Bakhtiari, i den centrala delen av landet, 500 km söder om huvudstaden Teheran. Darreh Nāmdārī ligger 2 049 meter över havet och antalet invånare är 338.
Terrängen runt Darreh Nāmdārī är kuperad åt nordost, men åt sydväst är den bergig. Runt Darreh Nāmdārī är det ganska glesbefolkat, med 38 invånare per kvadratkilometer. Närmaste större samhälle är Māl-e Khalīfeh, 14,6 km öster om Darreh Nāmdārī. Omgivningarna runt Darreh Nāmdārī är i huvudsak ett öppet busklandskap.